# Fédération de la santé et des services sociaux
La Fédération de la santé et des services sociaux (FSSS-CSN) est une organisation syndicale québécoise comptant plus de 140 000 membres. Elle représente des travailleuses et travailleurs dans le réseau public de la santé et des services sociaux ainsi que dans les secteurs parapublics et privés: centres de la petite enfance (CPE), secteur préhospitalier, centres d'hébergement privés pour aîné-es, organismes communautaires et privés, responsables de service de garde en milieu familial éducatif (RSGE) ainsi que des ressources intermédiaires et de type familial (RI-RTF).
Elle est une des huit fédérations de la Confédération des syndicats nationaux (CSN), qui compte plus de 300 000 syndiqués. La FSSS-CSN est vouée à la promotion et à la défense des intérêts de ses membres qui sont au nombre de plus de 140 000, répartis dans près de 300 syndicats autonomes. Près de 80 % de ses membres sont des femmes.
Dans les secteurs parapublics et privés, la FSSS-CSN est présente dans les centres de la petite enfance, les organismes communautaires et privés, les services préhospitaliers d'urgence de même que les centres d'hébergement privés et religieux. Elle représente aussi des responsables de service de garde en milieu familial éducatif (RSGE) et des ressources intermédiaires et de type familial (RI-RTF). La FSSS regroupe environ 30 000 membres dans les secteurs parapublics et privés.
Dans le secteur public, elle regroupe environ 110 000 membres. On les retrouve dans les centres hospitaliers (CH), les centres locaux de services communautaires (CLSC), les centres d’hébergement de soins de longues durée (CHSLD), les centres jeunesse et les centres de réadaptation en déficiences physique, intellectuelle et en toxicomanie.

## Histoire

### Les débuts du syndicalisme dans le secteur de la santé et des services sociaux québécois
C’est au milieu des années 1930 que débutent les premières expériences québécoises d’organisation syndicale des travailleuses et travailleurs de la santé et des services sociaux., Le tout intervient dans le contexte marqué par l’industrialisation et l’urbanisation de la société québécoise au début du XXe siècle, le développement de la médecine moderne et la place prépondérante des communautés religieuses dans l’organisation des services de santé de l’époque.
Le développement rapide du réseau de santé a entraîné avec lui une laïcisation progressive du personnel, précédemment formé majoritairement de religieuses et religieux. D’un peu plus de 10 000 travailleuses et travailleurs laïcs en 1940, le réseau passe à 60 000 en 1958. Les conditions de travail et salariales difficiles ont convaincu le personnel hospitalier à constituer des syndicats pour améliorer leur sort. Par exemple, durant les années 1930, le salaire annuel moyen des infirmières était en dessous du revenu moyen des salariées canadiennes.
Des brèches s’ouvrent de plus en plus grâce au travail souvent clandestin de nombreux militantes et militants et la voie vers la syndicalisation devient progressivement plus forte. Plusieurs se regroupent au sein de l’ancêtre de la Confédération des syndicats nationaux (CSN), la Confédération des travailleurs catholiques du Canada (CTCC), une organisation syndicale qui ne représente à l’époque que des travailleurs et travailleuses catholiques.
Le premier syndicat à faire son entrée dans le secteur des services hospitaliers fut le Syndicat catholique des ingénieurs et mécaniciens de Québec (SCIMQ) en 1934. C’est donc par le biais du personnel d’entretien que la syndicalisation du réseau de la santé et des services sociaux québécois a débuté. L’année suivante est créée l’Association des employés d’hôpitaux de Montréal (AEHM) regroupant dans un syndicat unique tous les travailleuses et travailleurs de plusieurs hôpitaux québécois. À partir de ce moment, des milliers de travailleuses et travailleurs auront recours à la syndicalisation pour améliorer leurs conditions de travail.
C’est au sein de l’ancêtre de la FSSS-CSN que se syndiquent pour la première fois les infirmières et infirmiers. Elles créent l’Alliance des infirmières de Montréal grâce à la campagne de syndicalisation menée par le Conseil central de Montréal à l’hôpital Christ Roi de Verdun à compter de 1946.

### La création de la Fédération nationale catholique des services hospitaliers et des institutions religieuses, ancêtre de la FSSS-CSN
C’est à partir de 1946 que l’on peut voir une réelle implantation du syndicalisme dans la santé et les services sociaux québécois. C’est en 1947 qu’est créée la Fédération nationale catholique des services hospitaliers et des institutions religieuses, avec son premier congrès qui se tient le 15 novembre 1947. Dès le départ, la Fédération représente du personnel provenant de plusieurs régions : Québec, Montréal, Saguenay, Outaouais, Bas-Saint-Laurent et Mauricie.
En 1953, la Fédération compte 6000 membres. Elle se développe et devient une des Fédérations importantes dans le portrait syndical québécois, le tout avec des moyens très limités. Au début des années 1950, elle devient la cinquième fédération en importance au sein de la Confédération des travailleurs catholiques du Canada (CTCC), l’ancêtre de la CSN.
Le niveau d’organisation de la Fédération la mène à faire des gains substantiels au courant des années 1950, le tout alors que le droit de grève est encore inexistant dans le secteur en raison de la Loi des différends entre les services publics et leurs salariés adoptée en 1944. En effet, chaque désaccord entre les syndicats et les employeurs est alors soumis à l’arbitrage obligatoire des différends. L’Association professionnelle des infirmières licenciées de l’hôpital de Hull mène le bal avec une négociation victorieuse en 1958, alors qu’un débrayage illégal et un appui populaire leur ont permis d’obtenir les plus hauts taux salariaux gagnés par des infirmières à l’époque au Québec.
Ces luttes syndicales forcent une distanciation progressive du clergé, alors intimement lié à la gestion des hôpitaux québécois, le tout dans un contexte marqué par une recrudescence de l’action syndicale dirigée contre le gouvernement de Maurice Duplessis.,

### Les années 1960 et la création de la Fédération nationale des services (FNS)
Avec l’avènement de la Loi de l’assurance-hospitalisation en 1961 et de la Loi des hôpitaux en 1962, l’histoire de la Fédération entre dans une nouvelle phase, empreinte de changements rapides et de renouvellement profond du syndicalisme. En ce sens, l’histoire de la Fédération suit celle du Québec avec les changements importants de la Révolution tranquille.
En 1963, les syndicats de la Fédération se déconfessionnalisent et la Fédération nationale des services (FNS) est créée. Cela vient clore une tendance lourde à la déconfessionnalisation à la CTCC dont le processus débute dès les années 1940. Le nombre de membres de la Fédération augmente rapidement durant la période de 13 300 membres en 1962 à plus de 50 000 membres au début des années 1970.
Cette période est marquée par un élan plus revendicateur se concrétisant dans plusieurs grèves, dont la grève des infirmières de Sainte-Justine en 1963 et la première grève générale du secteur de la santé et des services sociaux québécois en 1966.
La grève de Sainte-Justine marque un tournant important. Pendant un mois, les infirmières mènent une grève illégale qui leur permettra d’obtenir une convention collective avec des gains marquants : affichage à l’interne des postes, reconnaissance de l’ancienneté, obligation de négocier avec le syndicat la question du fardeau de tâches et mise en place d’un comité de nursing, un outil collectif permettant d’améliorer l’organisation du travail et les services à la population,.
Cette négociation fut suivie par celle du Syndicat des employés d’hôpitaux de Montréal (SEHM) qui parvient à obtenir des augmentations salariales, une augmentation des vacances, une réduction de la semaine de travail, une reconnaissance de l’ancienneté et une clause pour encadrer la sous-traitance.
En 1964, le Code du travail est adopté et avec lui apparaît le droit de grève du personnel du secteur de la santé et des services sociaux.
La centralisation progressive des négociations s’est d’abord faite au niveau régional, puis national avec une première négociation nationale dans le secteur en 1966. Cette négociation a donné place à la première grève générale dans le réseau, qui débutera le 15 juillet 1966 et toucha au plus fort du mouvement 140 hôpitaux et 32 500 travailleuses et travailleurs. Après trois semaines de grève, les travailleuses et travailleurs obtinrent victoire avec notamment l’atelier fermé, la formule Rand, la procédure de grief, l’ancienneté, l’affichage de poste et la procédure de libération syndicale,.
La négociation suivante, en 1968, se concentra pour sa part sur les enjeux salariaux pour freiner les écarts du secteur en comparaison des autres secteurs d’emploi. Elle permit d’obtenir des augmentations salariales considérables (plus de 10 % sur deux ans) et la sécurité d’emploi pour le personnel.
Cette période offensive et de radicalisation du mouvement syndical québécois culmine dans le Front commun intersyndical de 1972, premier regroupement des centrales syndicales pour mener les négociations du secteur public. Ce moment marquant de l’histoire syndicale québécoise a permis d’obtenir le revenu hebdomadaire minimum de 100 $, un régime d’assurance-salaire et une clause d’indexation des salaires.

### La création de la Fédération des affaires sociales (FAS)
En 1973, la Fédération change de nom pour la Fédération des affaires sociales (FAS). Cette époque est marquée par l’intégration du personnel des services sociaux et par la suite au début des années 1980 de ce que l’on appelle à l’époque les affaires sociales composées notamment du milieu des services de garde éducatifs. La Fédération œuvra alors au développement des premiers centres locaux de services communautaires (CLSC), où elle syndiqua le personnel et défendra une culture interdisciplinaire et l’aspect démocratique de cette nouvelle structure publique.
Au courant des années 1970 et 1980, les effectifs de la FAS atteignent 100 000 travailleuses et travailleurs. C’est aussi lors de cette période que l’Alliance des infirmières de Montréal quitte la CSN.
En 1976, la FAS prend part à la négociation du Front commun qui permettra d’obtenir des augmentations salariales, une quatrième semaine de vacances après un an et de maintenir les acquis du personnel du réseau. Dans la négociation de 1979, la grève illégale menée par la FAS-CSN permet d’obtenir des gains importants notamment l’augmentation du revenu hebdomadaire minimum.
À compter du début des années 1980, la FAS comme l’ensemble du mouvement syndical a dû faire face à la montée du néolibéralisme et aux premières tentatives de privatisation. C’est le cas du décret de 1982, imposé par le gouvernement péquiste de René Lévesque, qui est venu couper dans le régime de retraite et les salaires du personnel. À cela s’ajoute le projet de loi 72 qui réduit grandement le droit de grève en introduisant la question des services essentiels, donnant le pas à des législations de plus en plus sévères envers le droit de grève. L’adoption de ces nombreuses lois spéciales mène selon certains à un exceptionnalisme permanent.
La négociation de 1990 permet de son côté des améliorations au niveau des budgets de formation, sur l’équité salariale et sur les clauses de transformation des heures. Cette convention est prolongée en 1991 et en 1992 avec des augmentations salariales pour le personnel du secteur public. En 1993, le gouvernement libéral de Daniel Johnson dépose un décret des conditions de travail incluant un gel des salaires. En 1995, la CSN parvient à une entente négociée qui protège les conditions d’exercice des emplois en pleine période de réforme du réseau.
C’est durant les années 1980 qu’a lieu la syndicalisation des premières garderies et les premières négociations dans ce qui deviendra les centres de la petite enfance (CPE). D’abord locales, les négociations se transposeront progressivement au niveau régional et national. Cela mène à des gains importants pour les travailleuses, comme lors de la négociation de 1994 qui mène à un redressement salarial.
C’est aussi au cours des années 1980 qu’ont lieu les premières expériences de syndicalisation dans le secteur préhospitalier. En 1988, le Rassemblement des employés techniciens ambulanciers paramédics du Québec (RETAQ) est créé et joint les rangs de la FAS-CSN.

### De la FAS à la FSSS
La FAS change de nom en 1997 pour devenir la Fédération de la santé et des services sociaux (FSSS-CSN).
Durant les années 1990 et 2000, la FSSS-CSN poursuit plusieurs négociations, aussi bien dans le réseau public de santé et de services sociaux que dans les secteurs préhospitalier, des CPE, du milieu des services de garde en milieu familial, des résidences privées pour aîné-es, des ressources intermédiaires et de type familial et des organismes communautaires et privés.
En juillet 1998, les paramédics participent à une manifestation importante à Québec, où ils occupent les bureaux du ministère des Finances pour exiger de meilleurs salaires et de meilleures conditions de travail. Leur action leur permettra d’obtenir gain de cause.
La négociation nationale de 1999 a permis aux travailleuses des CPE d’obtenir des échelles de salaire uniformes et des augmentations salariales importantes. L’augmentation moyenne du 1er avril 1999 au 1er avril 2002 est de 35 %.
Au tournant des années 2000, la FSSS-CSN organise de nouveaux secteurs. C’est en 2003 qu’elle met en place les premiers syndicats régionaux de centres d’hébergement privés. Au courant des années suivantes, les premières responsables de service de garde en milieu familial (RSG) et les premières ressources intermédiaires et de type familial (RI-RTF) joignent les rangs de la FSSS-CSN. En 2010, les RSG concluent leur première entente collective permettant d’améliorer leurs revenus, alors que les RI-RTF le feront en 2011.
Avec l’arrivée au pouvoir du gouvernement libéral de Jean Charest débute une nouvelle vague de réformes dans le réseau de la santé et des services sociaux. Cela changera profondément le visage de la FSSS comme de l’ensemble du mouvement syndical. C’est le cas de la loi 30 qui crée les quatre catégories d’emploi du personnel du réseau et force une reconfiguration des structures syndicales. À cela s’ajoute un décret des conventions collectives en 2005 qui entraîne un gel des salaires.
À la suite des élections de 2014, le gouvernement libéral de Philippe Couillard lance une nouvelle réforme du réseau, appelée la réforme Barrette et impose des mesures d’austérité au réseau. La CSN dénoncera vivement ces compressions budgétaires dans le secteur public.
Lors des négociations du secteur public débutées en 2015, la FSSS-CSN poursuit la négociation et parvient à bonifier l’entente de principe du secteur public. La fusion des accréditations syndicales causée par la réforme Barrette en 2017 entraîne le départ de milliers de membres de la FSSS-CSN, qui demeure néanmoins la plus grande organisation syndicale du secteur de la santé et des services sociaux.
Cette période marque aussi plusieurs négociations qui se sont échelonnées sur plusieurs mois. C’est le cas de la négociation des RSG qui ont utilisé leur droit de grève pour mettre une pression supplémentaire sur le gouvernement. Cette journée de grève a été suivie d’une manifestation nocturne où plusieurs centaines de RSG se sont rassemblées dans les rues de Québec, le 30 mai 2015, pour une marche aux flambeaux. C’est finalement le 1er octobre 2015 que les RSG ont obtenu une entente de principe menant à la signature de leur deuxième entente collective. Dans le secteur préhospitalier, c’est après des mois de négociation et de grève que les travailleurs et travailleuses affiliés à la FSSS-CSN ont finalement obtenu des ententes de principe au courant de l’année 2017. Dans le secteur des CPE, les travailleuses ont aussi dû recourir à la grève pour parvenir à conclure une entente de principe.
La négociation du secteur public de 2020 a permis d’obtenir plusieurs gains, notamment des augmentations salariales plus importantes pour celles et ceux qui gagnent le moins, de même qu’une augmentation de la contribution de l’employeur aux assurances collectives, un prolongement de certaines primes, une bonification de dispositions concernant différents congés et une bonification de la procédure de fardeau de tâche pour prévenir les surcharges de travail.
Lors de la négociation du secteur public de 2023, la FSSS-CSN est parvenue à arriver à une entente qui a entraîné plusieurs gains majeurs pour l’ensemble du personnel du réseau de la santé et des services sociaux. Parmi les gains majeurs, on compte une bonification des primes, une bonification du temps supplémentaire, la valorisation de plusieurs titres d’emploi et des mesures pour certaines régions.

## Présidents
1947-1962 : Adélard Couture
1962-1968 : Paul-Émile Dalpé
1968-1972 : Norbert Rodrigue
1972-1976 : Renaud Flynn
1976-1982 : Donatien Corriveau
1982 (mai - octobre) : Simone Massé
1982-1987 : Yves Lessard
1987-1990 : Catherine Loumède
1990-1994 : Sylvio Robinson
1994-2002 : Louis Roy
2002-2007 : Pierre Lamy
2007-2012 : Francine Lévesque
2012- 2020 : Jeff Begley
2020 - ?: Réjean Leclerc